# Kem sữa chua

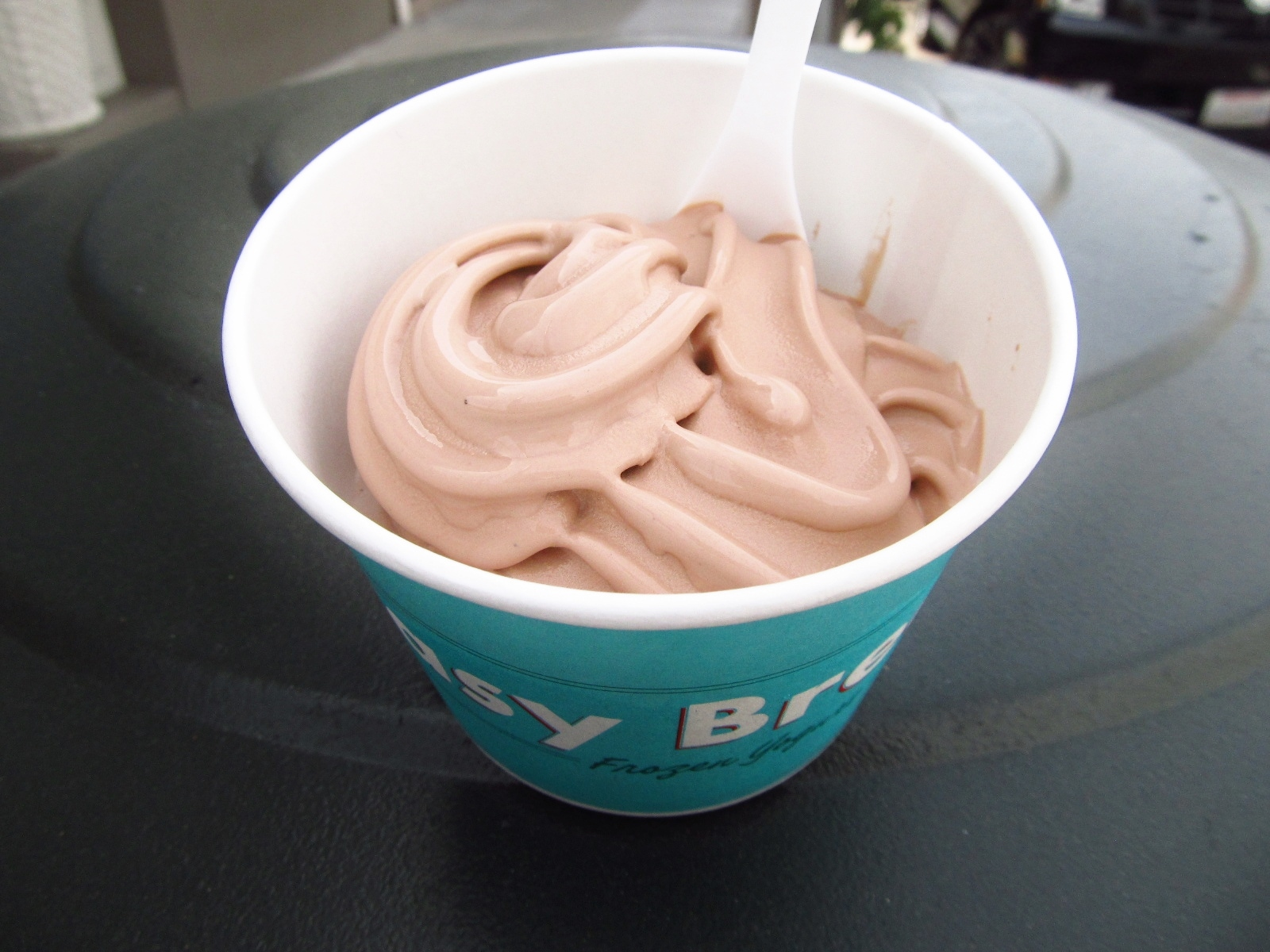
kem sữa chua vị sô cô la

Kem sữa chua hay còn gọi là sữa chua đông lạnh (Frozen yogurt) là một món tráng miệng đông lạnh được làm từ sữa chua và đôi khi là các sản phẩm từ sữa (chế phẩm sữa) và không phải sữa khác.  Sữa chua đông lạnh là một sản phẩm đông lạnh có chứa các thành phần cơ bản giống như kem, nhưng có chứa vi khuẩn sống có lợi cho sức khỏe. Kem sữa chua thường có nhiều vị chua hơn kem, cũng như ít chất béo hơn (do sử dụng sữa thay vì kem), nó khác với sữa đá. Không giống như sữa chua, sữa chua đông lạnh không được Cục Quản lý Thực phẩm và Dược phẩm Hoa Kỳ (FDA) quản lý nhưng được quản lý bởi một số bang của Hoa Kỳ, chẳng hạn như California.
Sữa chua đông lạnh hay kem sữa chua bao gồm sữa bột, một số loại chất làm ngọt (chất tạo ngọt), chất béo sữa (bơ sữa), chất nuôi cấy sữa chua (thường là Lactobacillus bulgaricus và Streptococcus thermophilus), cộng với hương liệu và đôi khi là phẩm màu (tự nhiên hoặc nhân tạo). Chất béo trong sữa chiếm khoảng 0,55-6% sữa chua; được thêm vào với số lượng tỷ lệ nghịch với lượng chất khô của sữa, nó tạo nên sự phong phú hương vị cho sữa chua. Chất khô trong sữa chiếm 8–14% khối lượng sữa chua, cung cấp đường lactose để tạo vị ngọt và protein tạo độ mịn và tăng khả năng chống tan chảy. Đường (củ cải đường hoặc mía) cung cấp 15–17% thành phần sữa chua; ngoài việc bổ sung vị ngọt, nó làm tăng khối lượng của các thành phần rắn, cải thiện cơ thể và kết cấu.
Gelatin và/hoặc các chất phụ gia thực vật giúp giảm sự kết tinh và tăng nhiệt độ tại đó nó sẽ tan chảy. Sự ổn định này đảm bảo rằng sữa chua đông lạnh duy trì độ sánh mịn bất kể việc xử lý hoặc thay đổi nhiệt độ. Sữa chua đông lạnh có thể được làm trong tủ đông mềm giống như cách làm kem mềm. Hỗn hợp sữa chua đông lạnh được bán ở dạng bột cần trộn với nước hoặc dạng lỏng sẵn sàng để đổ vào máy làm mềm. Sữa chua đông lạnh được phục vụ với nhiều hương vị và phong cách khác nhau. Nó cũng có các lựa chọn thay thế không có đường và không có chất béo. Các cửa hàng sữa chua đông lạnh thường cung cấp vô số loại món rắc lên, từ trái cây đến các loại hạt, ngũ cốc, bánh quy và kẹo. 